# Pyrola angustifolia
Pyrola angustifolia är en ljungväxtart som först beskrevs av Alefeld, och fick sitt nu gällande namn av Hemsley. Pyrola angustifolia ingår i släktet pyrolor, och familjen ljungväxter. Inga underarter finns listade i Catalogue of Life.